# Buddha’s Lost Children
Buddha’s Lost Children is een Nederlandse documentaire uit 2006 van regisseur Mark Verkerk. De rolprent ging op 7 september 2006 in première.
De documentaire gaat over een Thaise boeddhistische monnik die probeert weeskinderen te helpen van de drugs af te blijven en een bestaan op te bouwen.

## Prijzen
- Documentary Award - AFI Fest
- Kristallen Film - Golden and Platin Film Nederland
- Cowboy Award - Jackson Hole Film Festival
- Zilveren Duif - Leipzig DOK Festival
- Jury Award - Newport Beach Film Festival